# Drosophila antioquia
Drosophila antioquia är en tvåvingeart som beskrevs av Vilela och Bachli 2000. Drosophila antioquia ingår i släktet Drosophila och familjen daggflugor.
Artens utbredningsområde är Colombia.